# Gnidia bojeriana
Gnidia bojeriana är en tibastväxtart som först beskrevs av Joseph Decaisne, och fick sitt nu gällande namn av Henri Ernest Baillon. Gnidia bojeriana ingår i släktet Gnidia och familjen tibastväxter. Inga underarter finns listade i Catalogue of Life.